# هورتنس إليس
هورتنس إليس (بالإنجليزية: Hortense Ellis)‏ هي مغنية وموسيقية جامايكية، ولدت في 18 أبريل 1941 في Trenchtown ‏ في جامايكا، وتوفيت في 19 أكتوبر 2000 بسبب مرض معد.

## وصلات خارجية
- هورتنس إليس على موقع ميوزك برينز (الإنجليزية)
- هورتنس إليس على موقع أول ميوزيك (الإنجليزية)
- هورتنس إليس على موقع ديسكوغز (الإنجليزية)